# 比乌米宫

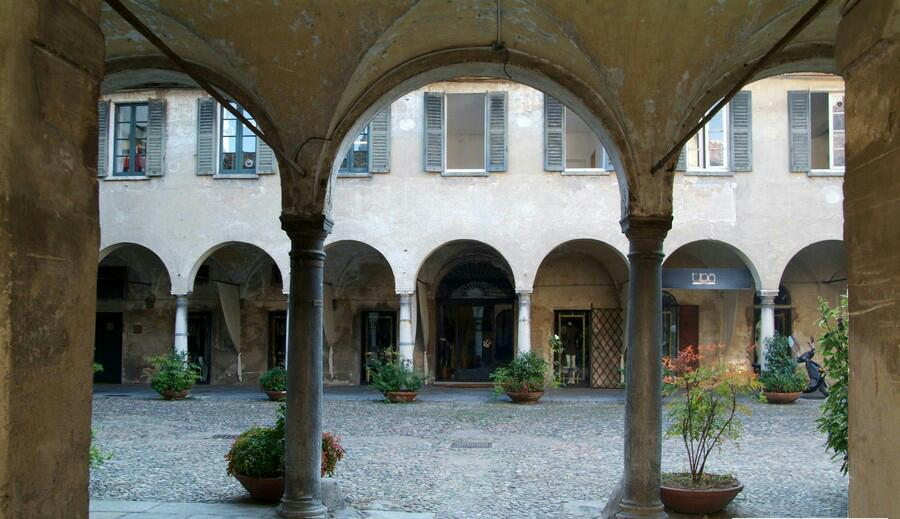

比乌米宫（Palazzo Biumi，伦巴底语 Broett）是意大利 瓦雷泽的一座贵族住宅，位于历史中心的卡洛·朱塞佩·维拉蒂街（Via Carlo Giuseppe Veratti ）、波德斯塔广场（piazza del Podestà），毗邻执政官宫。

## 历史
该建筑始建于14世纪,，属于瓦雷泽最古老的贵族比乌米家族。1590年，宫殿进行了第一次扩建，修建了至今仍存在的大型门廊。目前的立面完成于1615年。
19世纪，比乌米家族绝嗣，宫殿废弃，部分拆除，部分成为市政财产，部分成为私人财产。